# 小行星24305
小行星24305（24305 Darrellparnell）是一颗绕太阳运转的小行星，为主小行星带小行星。该小行星于1999年12月26日发现。

## 轨道参数
小行星24305的轨道半长轴为2.9761229 UA，离心率为0.083。